# Marty Riessen
Marty Riessen (* 4. Dezember 1941 in Hinsdale, Illinois) ist ein ehemaliger US-amerikanischer Tennisspieler, der als Amateur und Profi aktiv war.

## Karriere
Seine Karriere begann Riessen als Amateur und konnte als solcher zahlreiche Turniere gewinnen, wie etwa in Cincinnati. Mit Beginn der Open Era wurde Riessen Profi.
Riessen war vor allem im Doppel aktiv, wo er insgesamt 52 Titel erringen konnte. Die meisten Titel gewann er dabei an der Seite des Niederländers Tom Okker, aber auch mit seinem Landsmann Sherwood Stewart bildete er ein erfolgreiches Gespann. Mit Okker zog Riessen insgesamt viermal in ein Grand-Slam-Finale ein, sie konnten jedoch lediglich bei den US Open 1976 die Partie gewinnen. Dies war sein zweiter Grand-Slam-Titel, nachdem er bereits 1971 bei den French Open gemeinsam mit Arthur Ashe das Turnier gewonnen hatte. Mit Stewart stand er außerdem noch 1978 bei den US Open im Finale, sie unterlagen jedoch Bob Maud und Ken Rosewall. Seine beste Platzierung in der Weltrangliste erreichte er mit Rang drei am 3. März 1980. Auch im Einzel konnte Riessen einige Erfolge feiern: Außer bei den French Open erreichte er bei allen Grand Slams das Viertelfinale. Im Laufe seiner Karriere konnte er insgesamt sechs Turniere für sich entscheiden. Am 4. September 1974 war er auf Rang elf der Weltrangliste im Einzel notiert, seine beste Platzierung.
Im gemischten Doppel zog Riessen neunmal in ein Finale ein, davon achtmal mit Margaret Smith Court. Das Duo gewann sechs der acht gemeinsamen Finals, darunter jedes Grand-Slam-Turnier. Damit komplettierten sie sogar als Team ihren Karriere-Grand-Slam im Mixed. Mit Wendy Turnbull gewann Riessen seinen siebten Mixed-Titel bei den US Open 1980.
Zwischen 1963 und 1981 bestritt Riessen acht Begegnungen für die US-amerikanische Davis-Cup-Mannschaft. Er gewann dabei drei von vier Einzel- und vier von sechs Doppelpartien. Sowohl in seiner ersten Saison als auch bei seiner letzten Saison gewann Riessen mit der Mannschaft den Davis Cup, auch wenn er nicht in den Finals eingesetzt wurde.

## Erfolge in der Open Era
| Legende (Anzahl der Siege) |
| Grand Slam (2)             |
| Saisonendveranstaltung     |
| Sonstige Turniere (64)     |

| ATP-Titel nach Belag |
| Hartplatz (16)       |
| Sand (19)            |
| Rasen (4)            |
| Teppich (26)         |

### Einzel

#### Turniersiege
| Nr. | Datum             | Turnier         | Belag       | Finalgegner      | Ergebnis                  |
| --- | ----------------- | --------------- | ----------- | ---------------- | ------------------------- |
| 1.  | 8. Januar 1968    | Bloemfontain    | Hartplatz   | Tom Okker        | 7:5, 6:3                  |
| 2.  | 11. März 1968     | Caracas         | Hartplatz   | Cliff Richey     | 6:1, 8:6, 6:1             |
| 3.  | 18. März 1968     | Curaçao         | Hartplatz   | Tom Okker        | 7:5, 3:6, 9:11, 6:2, 6:2  |
| 4.  | 29. April 1968    | Reggio Calabria | Sand        | Ilie Năstase     | 3:6, 3:6, 6:3, 6:4, 6:2   |
| 5.  | 12. August 1968   | Newport         | Rasen       | Cliff Drysdale   | 21:10, 9:21, 21:19        |
| 6.  | 30. Dezember 1968 | Perth           | Rasen       | Ken Rosewall     | 6:3, 6:4, 2:6, 2:6, 6:1   |
| 7.  | 4. März 1970      | London          | Teppich (i) | Ken Rosewall     | 6:4, 6:2                  |
| 8.  | 15. Oktober 1970  | Tucson          | Hartplatz   | Roy Emerson      | 6:1, 6:4                  |
| 9.  | 10. Mai 1971      | Teheran         | Sand        | John Alexander   | 6:7, 6:1, 6:3, 7:6        |
| 10. | 9. April 1972     | Quebec          | Teppich (i) | Rod Laver        | 7:5, 6:2, 7:5             |
| 11. | 29. Januar 1973   | Mailand         | Teppich (i) | Roscoe Tanner    | 7:64, 6:0, 7:63           |
| 12. | 29. Juli 1974     | Cincinnati      | Teppich (i) | Bob Lutz         | 7:6, 7:6                  |
| 13. | 20. Januar 1975   | Philadelphia    | Teppich (i) | Vitas Gerulaitis | 7:61, 5:7, 6:2, 6:70, 6:3 |
| 14. | 30. Juli 1979     | Lafayette       | Teppich (i) | Pat DuPré        | 6:4, 5:7, 6:2             |

#### Finalteilnahmen
| Nr. | Datum            | Turnier        | Belag       | Finalgegner     | Ergebnis                |
| --- | ---------------- | -------------- | ----------- | --------------- | ----------------------- |
| 1.  | 4. März 1968     | Barranquilla   | Sand        | Tom Okker       | 6:8, 3:6, 3:6           |
| 2.  | 1. April 1968    | Johannesburg   | Hartplatz   | Tom Okker       | 10:12, 1:6, 4:6         |
| 3.  | 15. April 1968   | Palermo        | Sand        | Ion Țiriac      | 6:8, 0:6, 6:1, 4:6      |
| 4.  | 22. Juli 1968    | Haverford      | Rasen       | Arthur Ashe     | 2:6, 3:6, 3:6           |
| 5.  | 1. August 1968   | Cannes         | Hartplatz   | John Newcombe   | 5:7, 2:6                |
| 6.  | 3. März 1969     | Los Angeles    | Teppich (i) | Rod Laver       | 4:6, 8:10               |
| 7.  | 18. Juli 1969    | Milwaukee      | Sand        | Tom Okker       | 3:6, 4:6                |
| 8.  | 9. November 1970 | Paris          | Teppich (i) | Arthur Ashe     | 6:7, 4:6, 3:6           |
| 9.  | 12. Juli 1971    | Washington (1) | Sand        | Ken Rosewall    | 2:6, 5:7, 1:6           |
| 10. | 12. Juli 1971    | Fort Worth     | Hartplatz   | Rod Laver       | 6:2, 4:6, 6:3, 5:7, 3:6 |
| 11. | 24. April 1972   | Denver         | Teppich (i) | Rod Laver       | 6:4, 3:6, 4:6           |
| 12. | 17. Juli 1972    | Washington (2) | Sand        | Tony Roche      | 6:3, 6:7, 4:6           |
| 13. | 15. Oktober 1972 | Vancouver      | Teppich (i) | John Newcombe   | 7:6, 6:7, 6:7, 5:7      |
| 14. | 11. Februar 1973 | Kopenhagen     | Teppich (i) | Roger Taylor    | 2:6, 3:6, 6:7           |
| 15. | 1. Oktober 1973  | Quebec         | Teppich (i) | Jimmy Connors   | 1:6, 4:6, 7:6, 0:6      |
| 16. | 13. Mai 1974     | Las Vegas      | Hartplatz   | Rod Laver       | 2:6, 2:6                |
| 17. | 15. Juli 1974    | Chicago        | Teppich     | Stan Smith      | 6:3, 1:6, 4:6           |
| 18. | 21. März 1977    | Carlsbad       | Hartplatz   | Brian Gottfried | 3:6, 2:6                |
| 19. | 15. Januar 1979  | Baltimore      | Teppich (i) | Harold Solomon  | 5:7, 4:6                |
| 20. | 26. März 1979    | Dayton         | Teppich (i) | Butch Walts     | 3:6, 4:6                |

### Doppel

#### Turniersiege
| Nr. | Datum              | Turnier               | Belag         | Doppelpartner    | Finalgegner                          | Ergebnis                |
| --- | ------------------ | --------------------- | ------------- | ---------------- | ------------------------------------ | ----------------------- |
| 1.  | 19. Mai 1968       | Rom                   | Sand          | Tom Okker        | Allan Stone Nicky Kalogeropoulos     | 6:3, 6:4, 6:2           |
| 2.  | 11. August 1968    | Hamburg (1)           | Sand          | Tom Okker        | John Newcombe Tony Roche             | 6:4, 6:4, 7:5           |
| 3.  | 9. Februar 1969    | Philadelphia (1)      | Teppich (i)   | Tom Okker        | John Newcombe Tony Roche             | 8:6, 6:4                |
| 4.  | 28. Juli 1969      | Gstaad (1)            | Sand          | Tom Okker        | Mal Anderson Roy Emerson             | 6:1, 6:4                |
| 5.  | 11. August 1969    | Hamburg (2)           | Sand          | Tom Okker        | Jean-Claude Barclay Jürgen Faßbender | 6:1, 6:2, 6:4           |
| 6.  | 19. April 1970     | Monte Carlo           | Sand          | Roger Taylor     | Pierre Barthès Nikola Pilić          | 6:3, 6:4, 6:2           |
| 7.  | 20. Juni 1970      | Queen’s Club (1)      | Rasen         | Tom Okker        | Arthur Ashe Charlie Pasarell         | 6:4, 6:4                |
| 8.  | 16. August 1970    | Toronto               | Sand          | Bill Bowrey      | Cliff Drysdale Fred Stolle           | 6:3, 6:2                |
| 9.  | 27. September 1970 | Los Angeles           | Hartplatz     | Tom Okker        | Bob Lutz Stan Smith                  | 7:6, 6:2                |
| 10. | 28. März 1971      | Chicago (1)           | Teppich (i)   | Tom Okker        | John Newcombe Tony Roche             | 7:6, 4:6, 7:6           |
| 11. | 2. Mai 1971        | Dallas                | Teppich (i)   | Tom Okker        | Bob Lutz Charlie Pasarell            | 7:6, 4:6, 7:6           |
| 12. | 6. Juni 1971       | French Open           | Sand          | Arthur Ashe      | Tom Gorman Stan Smith                | 4:6, 6:3, 6:4, 11:9     |
| 13. | 19. Juni 1971      | Queen’s Club (2)      | Rasen         | Tom Okker        | Stan Smith Erik van Dillen           | 8:6, 4:6, 10:8          |
| 14. | 18. Juli 1971      | Washington (1)        | Sand          | Tom Okker        | Bob Carmichael Ray Ruffels           | 7:6, 6:2                |
| 15. | 15. August 1971    | Toronto               | Sand          | Tom Okker        | Arthur Ashe Dennis Ralston           | 6:3, 3:6, 6:1           |
| 16. | 17. Oktober 1971   | Köln                  | Teppich (i)   | Tom Okker        | Roy Emerson Rod Laver                | 6:7, 3:6, 7:6, 6:3, 6:4 |
| 17. | 6. Februar 1972    | Richmond              | Teppich (i)   | Tom Okker        | John Newcombe Tony Roche             | 7:6, 7:6                |
| 18. | 3. März 1972       | Hollywood             | Teppich (i)   | Tom Okker        | Roy Emerson Rod Laver                | 7:5, 6:4                |
| 19. | 19. März 1972      | Chicago (2)           | Teppich (i)   | Tom Okker        | Roy Emerson Rod Laver                | 6:2, 6:3                |
| 20. | 23. April 1972     | Charlotte (1)         | Sand          | Tom Okker        | John Newcombe Tony Roche             | 6:4, 4:6, 7:6           |
| 21. | 23. Juli 1972      | Washington (2)        | Sand          | Tom Okker        | John Newcombe Tony Roche             | 3:6, 6:3, 6:2           |
| 22. | 20. August 1972    | Fort Worth            | Hartplatz     | Tom Okker        | Ken Rosewall Fred Stolle             | 6:2, 6:2                |
| 23. | 20. August 1972    | Montreal              | Teppich (i)   | Tom Okker        | Bob Maud Ken Rosewall                | 6:1, 4:6, 7:6           |
| 24. | 1. Oktober 1972    | Alamo                 | Hartplatz     | Tom Okker        | Ismail El Shafei Brian Fairlie       | 7:6, 6:4                |
| 25. | 5. November 1972   | Göteborg              | Teppich (i)   | Tom Okker        | Ismail El Shafei Brian Fairlie       | 6:2, 7:6                |
| 26. | 12. November 1972  | Stockholm (1)         | Hartplatz (i) | Tom Okker        | Roy Emerson Colin Dibley             | 7:5, 7:6                |
| 27. | 27. Januar 1973    | London                | Teppich (i)   | Tom Okker        | Arthur Ashe Roscoe Tanner            | 6:3, 6:3                |
| 28. | 4. Februar 1973    | Mailand               | Teppich (i)   | Tom Okker        | Ken Rosewall Fred Stolle             | 6:3, 6:3                |
| 29. | 25. März 1973      | Washington (3)        | Teppich (i)   | Tom Okker        | Arthur Ashe Roscoe Tanner            | 4:6, 7:5, 6:2           |
| 30. | 8. April 1973      | Houston               | Sand          | Tom Okker        | Arthur Ashe Roscoe Tanner            | 7:5, 7:5                |
| 31. | 22. April 1973     | Charlotte (2)         | Sand          | Tom Okker        | Tom Gorman Erik van Dillen           | 7:6, 3:6, 6:3           |
| 32. | 23. Juni 1973      | Queen’s Club (3)      | Rasen         | Tom Okker        | Ray Keldie Raymond Moore             | 6:4, 7:5                |
| 33. | 21. Juli 1974      | Chicago               | Teppich       | Tom Gorman       | Brian Gottfried Raúl Ramírez         | 4:6, 6:3, 7:5           |
| 34. | 21. Juli 1974      | Washington (4)        | Sand          | Tom Gorman       | Patricio Cornejo Jaime Fillol        | 7:5, 6:1                |
| 35. | 10. November 1974  | Stockholm (2)         | Hartplatz (i) | Tom Okker        | Bob Hewitt Frew McMillan             | 2:6, 6:3, 6:4           |
| 36. | 15. März 1976      | Carlsbad              | Hartplatz     | Roscoe Tanner    | Peter Fleming Gene Mayer             | 7:6, 7:6                |
| 37. | 5. April 1976      | Johannesburg          | Hartplatz     | Roscoe Tanner    | Frew McMillan Tom Okker              | 6:2, 7:5                |
| 38. | 29. August 1976    | South Orange          | Sand          | Fred McNair      | Vitas Gerulaitis Ilie Năstase        | 7:5, 4:6, 6:2           |
| 39. | 12. September 1976 | US Open               | Sand          | Tom Okker        | Paul Kronk Cliff Letcher             | 6:4, 6:4                |
| 40. | 31. Oktober 1976   | Paris                 | Hartplatz (i) | Tom Okker        | Fred McNair Sherwood Stewart         | 6:2, 6:2                |
| 41. | 18. September 1977 | Woodlands Doubles (1) | Hartplatz     | Tom Okker        | Tim Gullikson Tom Gullikson          | 3:6, 6:3, 6:3, 4:6, 6:1 |
| 42. | 26. September 1977 | San Francisco         | Teppich (i)   | Dick Stockton    | Fred McNair Sherwood Stewart         | 6:4, 1:6, 6:4           |
| 43. | 15. Januar 1979    | Baltimore (1)         | Teppich (i)   | Sherwood Stewart | Anand Amritraj Cliff Drysdale        | 7:6, 6:4                |
| 44. | 23. April 1979     | Las Vegas             | Hartplatz     | Sherwood Stewart | Adriano Panatta Raúl Ramírez         | 4:6, 6:4, 7:6           |
| 45. | 14. Juli 1979      | Washington (5)        | Sand          | Sherwood Stewart | Brian Gottfried Raúl Ramírez         | 2:6, 6:3, 6:4           |
| 46. | 23. Juli 1979      | Louisville            | Hartplatz     | Sherwood Stewart | Vijay Amritraj Raúl Ramírez          | 6:2, 1:6, 6:1           |
| 47. | 30. August 1979    | Lafayette             | Teppich (i)   | Sherwood Stewart | Victor Amaya Eric Friedler           | 6:4, 6:4                |
| 48. | 16. September 1979 | Woodlands Doubles (2) | Hartplatz     | Sherwood Stewart | Bob Carmichael Tim Gullikson         | 6:3, 2:2, aufg.         |
| 49. | 17. September 1979 | Los Angeles           | Teppich (i)   | Sherwood Stewart | Wojciech Fibak Frew McMillan         | 6:4, 6:4                |
| 50. | 30. Oktober 1979   | Tokio Indoor          | Teppich (i)   | Sherwood Stewart | Mike Cahill Terry Moor               | 6:4, 7:6                |
| 51. | 20. Januar 1980    | Baltimore (2)         | Teppich (i)   | Tim Gullikson    | Brian Gottfried Frew McMillan        | 2:6, 6:3, 6:4           |
| 52. | 26. Januar 1981    | Philadelphia (2)      | Teppich (i)   | Sherwood Stewart | Brian Gottfried Raúl Ramírez         | 6:2, 6:2                |

#### Finalteilnahmen
| Nr. | Datum              | Turnier                 | Belag         | Doppelpartner       | Finalgegner                    | Ergebnis                |
| --- | ------------------ | ----------------------- | ------------- | ------------------- | ------------------------------ | ----------------------- |
| 1.  | 21. April 1969     | Rom                     | Rasen         | Tom Okker           | John Newcombe Tony Roche       | 4:6, 6:1 aufgg.         |
| 2.  | 5. Juli 1969       | Wimbledon Championships | Rasen         | Tom Okker           | John Newcombe Tony Roche       | 5:7, 9:11, 3:6          |
| 3.  | 19. Juli 1970      | Gstaad                  | Sand          | Tom Okker           | Cliff Drysdale Roger Taylor    | 2:6, 3:6, 2:6           |
| 4.  | 14. Januar 1971    | Australian Open         | Rasen         | Tom Okker           | John Newcombe Tony Roche       | 2:6, 6:7                |
| 5.  | 1. August 1971     | Quebec (1)              | Teppich (i)   | Tom Okker           | Roy Emerson Rod Laver          | 6:7, 2:6                |
| 6.  | 8. August 1971     | Boston (1)              | Hartplatz     | Tom Okker           | Roy Emerson Rod Laver          | 4:6, 4:6                |
| 7.  | 25. Februar 1973   | Köln                    | Teppich (i)   | Tom Okker           | Mark Cox Graham Stilwell       | 6:7, 3:6                |
| 8.  | 29. April 1973     | Denver                  | Teppich (i)   | Tom Okker           | Arthur Ashe Roscoe Tanner      | 6:3, 3:6, 6:7           |
| 9.  | 6. Mai 1973        | WCT Doubles Finals      | Teppich (i)   | Tom Okker           | Bob Lutz Stan Smith            | 2:6, 6:71, 0:6          |
| 10. | 7. Oktober 1973    | Quebec (2)              | Teppich (i)   | Jimmy Connors       | Bob Carmichael Frew McMillan   | 2:6, 6:7                |
| 11. | 17. Februar 1974   | Toronto                 | Teppich (i)   | Tom Okker           | Raúl Ramírez Tony Roche        | 3:6, 6:2, 4:6           |
| 12. | 3. März 1974       | Miami                   | Teppich (i)   | Tom Okker           | John Alexander Phil Dent       | 6:4, 4:6, 5:7           |
| 13. | 17. März 1974      | Washington              | Teppich (i)   | Tom Okker           | Bob Hewitt Frew McMillan       | 6:7, 3:6                |
| 14. | 25. August 1974    | Boston (2)              | Sand          | Hans-Jürgen Pohmann | Bob Lutz Stan Smith            | 6:3, 4:6, 3:6           |
| 15. | 26. November 1974  | Johannesburg            | Hartplatz     | Tom Okker           | Bob Hewitt Frew McMillan       | 6:7, 4:6, 3:6           |
| 16. | 21. Juni 1975      | Nottingham              | Rasen         | Tom Okker           | Charlie Pasarell Roscoe Tanner | 2:6, 3:6                |
| 17. | 7. September 1975  | US Open (1)             | Sand          | Tom Okker           | Jimmy Connors Ilie Năstase     | 4:6, 6:7                |
| 18. | 21. September 1975 | Los Angeles             | Teppich (i)   | Cliff Drysdale      | Anand Amritraj Vijay Amritraj  | 6:7, 6:4, 4:6           |
| 19. | 8. März 1976       | Memphis                 | Teppich (i)   | Roscoe Tanner       | Vijay Amritraj Anand Amritraj  | 3:6, 4:6                |
| 20. | 14. November 1976  | Stockholm               | Hartplatz (i) | Tom Okker           | Bob Hewitt Frew McMillan       | 4:6, 6:4, 4:6           |
| 21. | 21. Februar 1977   | Palm Springs            | Hartplatz     | Roscoe Tanner       | Bob Hewitt Frew McMillan       | 6:7, 6:7                |
| 22. | 7. November 1977   | Hongkong                | Hartplatz     | Roscoe Tanner       | Syd Ball Kim Warwick           | 6:7, 3:6                |
| 23. | 6. Februar 1978    | Springfield             | Teppich       | Jan Kodeš           | Bob Lutz Stan Smith            | 3:6, 3:6                |
| 24. | 28. August 1978    | US Open (2)             | Hartplatz     | Sherwood Stewart    | Bob Lutz Stan Smith            | 6:1, 5:7, 3:6           |
| 25. | 11. September 1978 | Woodlands Doubles       | Hartplatz     | Sherwood Stewart    | Wojciech Fibak Tom Okker       | 6:7, 6:3, 6:4, 6:7, 3:6 |
| 26. | 11. Juni 1979      | Queen’s Club            | Rasen         | Sherwood Stewart    | Tim Gullikson Tom Gullikson    | 4:6, 4:6                |
| 27. | 18. Juni 1979      | Surbiton                | Rasen         | Pat DuPré           | Tim Gullikson Tom Gullikson    | 3:6, 7:6, 6:8           |
| 28. | 7. April 1980      | Houston                 | Sand          | Sherwood Stewart    | Peter McNamara Paul McNamee    | 4:6, 4:6                |
| 29. | 27. Oktober 1980   | Tokio Indoor            | Teppich (i)   | Sherwood Stewart    | Victor Amaya Hank Pfister      | 3:6, 6:3, 6:72          |

### Mixed

#### Turniersiege
| Nr. | Datum              | Turnier                 | Belag     | Doppelpartnerin | Finalgegner                        | Ergebnis       |
| --- | ------------------ | ----------------------- | --------- | --------------- | ---------------------------------- | -------------- |
| 1.  | 27. Januar 1969    | Australian Open         | Rasen     | Margaret Court  | Fred Stolle Ann Jones              | geteilter Sieg |
| 2.  | 8. Juni 1969       | French Open             | Rasen     | Margaret Court  | Jean-Claude Barclay Françoise Dürr | 6:3, 6:2       |
| 3.  | 7. September 1969  | US Open                 | Rasen     | Margaret Court  | Dennis Ralston Françoise Dürr      | 7:5, 6:3       |
| 4.  | 13. September 1970 | US Open                 | Rasen     | Margaret Court  | Frew McMillan Judy Dalton          | 6:4, 6:4       |
| 5.  | 10. September 1972 | US Open                 | Rasen     | Margaret Court  | Ilie Năstase Rosie Casals          | 6:3, 7:5       |
| 6.  | 5. Juli 1975       | Wimbledon Championships | Rasen     | Margaret Court  | Allan Stone Betty Stöve            | 6:4, 7:5       |
| 7.  | 7. September 1980  | US Open                 | Hartplatz | Wendy Turnbull  | Frew McMillan Betty Stöve          | 7:6, 6:2       |

#### Finalteilnahmen
| Nr. | Datum             | Turnier                 | Belag | Doppelpartnerin | Finalgegner                    | Ergebnis        |
| --- | ----------------- | ----------------------- | ----- | --------------- | ------------------------------ | --------------- |
| 1.  | 3. Juli 1971      | Wimbledon Championships | Rasen | Margaret Court  | Owen Davidson Billie Jean King | 6:3, 2:6, 13:15 |
| 2.  | 9. September 1969 | US Open                 | Rasen | Margaret Court  | Owen Davidson Billie Jean King | 3:6, 6:3, 6:7   |